# Rio Touro
O rio Touro, também chamado de ribeiro da Mata, é um curso de água costeiro português que, nascendo na serra de Sintra (nos Píncaros Novos), se desenvolve integralmente dentro dela (por sua vez integrante da freguesia de Colares e no Parque Natural de Sintra-Cascais) acabando por desaguar no oceano Atlântico, no mesmo concelho e freguesia. Discorre, à semelhança dos restantes cursos de água serranos, numa vala profunda e apresenta regime torrencial. É uma das principais linhas de água do Parque Natural de Sintra-Cascais e do concelho de Sintra.